# Жванчик (притока Дністра)
Жва́нчик (Жванець) — річка в Україні, в межах Хмельницького та Кам'янець-Подільського районів Хмельницької області. Ліва притока Дністра (басейн Чорного моря).

## Опис
Довжина 107 км. Площа водозбірного басейну 769 км². Похил річки 1,9 м/км. Долина V-подібна, завширшки 30—300 м. Річище помірно звивисте, завширшки 3—5 м, до 10—35 м у пониззі, завглибшки 0,3—1,7 м (на плесах — до 2,4 м); частково зарегульоване і розчищене. Живлення переважно снігове, льодостав триває з кінця грудня до початку березня. У пониззі є пороги та водоспади. Використовується на рибництво, розвивається водний туризм, рекреація.
Створено близько 80 ставків (для потреб рибництва). ГЕС у селах Кочубіїв та Рихта. Біля сіл Кадиївці (з 1936) та Ластівці (з 1930) розташовані гідрологічні пости.

## Розташування
Жванчик бере початок за 3 км на північний захід від села Клинове. Тече переважно на південь територією Придністровської височини (частина Подільської височини), перетинає Товтрівську гряду. Впадає до Дністра біля західної околиці села Жванець.

## Притоки

### Праві
- Краснопілка
- Андріївка
- Рудка
- Летавка
- Річка без назви — Чемеровецької селищної громади. Бере початок на північній стороні від села Михайлівки. Тече переважно на південний схід через село Ружа і у селі Кочубіїв впадає у Жванчик. Довжина річки 11 км, площа басейну водозбору 28,2 км².[2]

### Ліві
- Ямпільчик
- Суржа
- Кармалітанка
- Річка без назви — річка в межах Чемеровецької селищної громади. Бере початок на південно-східній стороні від села Кормильча. Спочатку тече на південний схід, потім на південний захід через село Жердя й у селі Кочубіїв впадає у Жванчик. Довжина річки 10 км, площа басейну водозбору 23,7 км².[3][4]